# Episodi di My So-Called Life
La prima e unica stagione della serie televisiva My So-Called Life è stata trasmessa in prima visione negli Stati Uniti d'America da ABC dal 25 agosto 1994 al 26 gennaio 1995.
In Italia la stagione è inedita.
| nº | Titolo originale                 | Prima TV USA      |
| -- | -------------------------------- | ----------------- |
| 1  | Pilot                            | 25 agosto 1994    |
| 2  | Dancing in the Dark              | 1º settembre 1994 |
| 3  | Guns and Gossip                  | 8 settembre 1994  |
| 4  | Father Figures                   | 15 settembre 1994 |
| 5  | The Zit                          | 22 settembre 1994 |
| 6  | The Substitute                   | 29 settembre 1994 |
| 7  | Why Jordan Can't Read            | 6 ottobre 1994    |
| 8  | Strangers in the House           | 20 ottobre 1994   |
| 9  | Halloween                        | 27 ottobre 1994   |
| 10 | Other People's Mothers           | 3 novembre 1994   |
| 11 | Life of Brian                    | 10 novembre 1994  |
| 12 | Self-Esteem                      | 17 novembre 1994  |
| 13 | Pressure                         | 1º dicembre 1994  |
| 14 | On the Wagon                     | 8 dicembre 1994   |
| 15 | So-Called Angels                 | 22 dicembre 1994  |
| 16 | Resolutions                      | 5 gennaio 1995    |
| 17 | Betrayal                         | 12 gennaio 1995   |
| 18 | Weekend                          | 19 gennaio 1995   |
| 19 | In Dreams Begin Responsibilities | 26 gennaio 1995   |